# Jiří Kochta
Jiří Kochta (Praga, 11 ottobre 1946 – 3 aprile 2025) è stato un hockeista su ghiaccio ceco, fino al 1992 cecoslovacco.

## Palmarès

### Olimpiadi invernali
- 2 medaglie[2]:
  - 1 argento (Grenoble 1968)
  - 1 bronzo (Sapporo 1972)